# Carve
Carve est un jeu vidéo de course de motomarine (jet-ski) développé par Argonaut Games et édité par Global Star Software, sorti en 2004 sur Xbox.

## Accueil
- Jeuxvideo.com : 10/20[1]